# Paul Pacher von Theinburg
Paul Pacher von Theinburg (* 24. Dezember 1832 in Sollenau; † 27. April 1906 in Salzburg) war ein österreichischer Industrieller und Politiker aus der 1823 in den österreichischen Adelsstand erhobenen Familie Pacher von Theinburg.

## Leben
Pacher von Theinburg wurde in der Schweiz erzogen und absolvierte ein technisches Studium am Polytechnikum in Stuttgart. Dort wurde er 1850 Mitglied des Corps Stauffia. Die Jahre zwischen 1850 und 1856 verbrachte er in Bremen und Liverpool, wo er kaufmännische Erfahrungen sammelte. Danach trat er in die väterliche Firma ein und war in der Juteverarbeitung tätig. Ab 1856 Mitglied des Niederösterreichischen Gewerbevereins. 1862 Präsident des Verbandes der österreichischen Industriellen. 1895/96 Gemeinderat in Wien. Von 1879 bis 1894 war Abgeordneter zum Niederösterreichischen Landtag als Führer der Deutschnationalen gehörte er 1895/1896 dem Wiener Gemeinderat an, ab 1897 lebt er in Salzburg.

## Familie
Paul war der Enkel von Johann Martin Pacher von Theinburg und der Bruder von Gustav und Alwil.